# APOL2
APOL2‏ (Apolipoprotein L2) هوَ بروتين يُشَفر بواسطة جين APOL2 في الإنسان.
هذا الجين عضو في عائلة جينات أبوليبوبروتين إل، والبروتينات في هذه العائلة هي بروتينات رابط للدهون. يُشفّر هذا الجين بروتينًا بوزن 37.1 كيلو دالتون، ويحتوي تسلسله البروتيني على 337 زوجًا قاعديًا. يوجد هذا البروتين بشكل رئيسي في السيتوزول والنواة، بالإضافة إلى ذلك، يُرى أيضًا في الأجسام النووية. قد يؤثر دور هذا الجين في حركة الدهون وارتباطها بالعضيات. وقد عُثر على نسختين مختلفتين تُشفّران نفس البروتين لهذا الجين.

## تسلسل الأحماض الأمينية
MNPESSIFIE DYLKYFQDQV SRENLLQLLT DDEAWNGFVA AAELPRDEAD ELRKALNKLA SHMVMKDKNR HDKDQQHRQW FLKEFPRLKR ELEDHIRKLR ALAEEVEQVH RGTTIANVVS NSVGTTSGIL TLLGLGLAPF TEGISFVLLD TGMGLGAAAA VAGITCSVVE LVNKLRARAQ ARNLDQSGTN VAKVMKEFVG GNTPNVLTLV DNWYQVTQGI GRNIRAIRRA RANPQLGAYA PPPHVIGRIS AEGGEQVERV VEGPAQAMSR GTMIVGAATG GILLLLDVVS LAYESKHLLE GAKSESAEEL KKRAQELEGK LNFLTKIHEM LQPGQDQ
إجمالي الأحماض الأمينية: 337

## التفاعل
ثبت أن APOL2 يتفاعل مع:
- إنترفيرون غاما[7]
- CD81[8]
- عامل نخر الورم ألفا[9]
- عائلة بي سي إل 2[10]

## الوصل البديل
يحتوي ApoL2 على 5 متغيرات وصل،
- APOL2-001

تحتوي هذه النسخة على 6 إكسونات، و12 نطاقًا وسمات مُعلّقة، و263 تباينًا مرتبطًا بهذا الجين، وتُطابق 35 مسبارًا قليلًا.
- APOL2-002

تحتوي هذه النسخة على 5 إكسونات، و12 نطاقًا وسمات مُعلّقة، و263 تباينًا مرتبطًا بهذا الجين، وتُطابق 37 مسبارًا قليلًا.
- APOL2-006

تحتوي هذه النسخة على 6 إكسونات، وتُطابق 3 نطاقات وسمات، و62 تباينًا مرتبطًا بهذا الجين، وتُطابق 20 مسبارًا قليلًا.
- APOL2-008

تحتوي هذه النسخة على 6 إكسونات، و12 نطاقًا وسمات مُعلّقة، و331 تباينًا مرتبطًا بهذا الجين، وتُطابق 32 مسبارًا قليلًا.
- APOL2-009

تحتوي هذه النسخة على 5 إكسونات، و4 مجالات، وخصائص مُعلّقة. 104 تباينات مرتبطة بهذا الجين، وتُطابق 13 مسبارًا أوليغو.

## وظائف ApoL2
- الاستجابة للالتهاب الحاد[11][12]
- عملية أيض الكوليسترول[13]
- عملية أيض الدهون[10]
- العملية الأمومية المرتبطة بحمل الأنثى[14]
- ارتباط الدهون[15]
- ارتباط مستقبلات الإشارة[15]
- الشيخوخة[16]